# Поросинець
Поросинець, також ахірофорус, пискавець (Hypochaeris) — рід квіткових рослин з родини айстрових. Види роду поширені в Північній Африці, Європі, Азії (крім півдня й північного сходу) й Південній Америці; інтродуковані в Північну Америку, ПАР, Австралію, південь Азії.
В Україні росте 4 види: Hypochaeris glabra (поросинець голий), Hypochaeris maculata (поросинець плямистий), Hypochaeris radicata (поросинець коренистий), Hypochaeris uniflora (поросинець одноцвітий).

## Морфологічна характеристика
Це багаторічні чи однорічні трави. Стебла одне чи кілька, часто розгалужені. Листки здебільшого прикореневі, цільні чи від хвилясто-зубчастих до перисто-розділених. Голова поодинока чи по кілька в слаборозгалужених щиткоподібних синцвіттях. Віночки жовті чи білі. Сім'янки циліндрично-еліпсоїдні, принаймні внутрішні дзьобасті, ребристі, часто лускаті.

## Використання
Деякі види мають відомі харчові чи лікувальні використання.

## Види
1. Hypochaeris acaulis(інші мови) (J.Rémy) Britton
2. Hypochaeris achyrophorus(інші мови) L.
3. Hypochaeris alba(інші мови) Cabrera
4. Hypochaeris albiflora(інші мови) (Kuntze) Azevêdo-Gonç. & Matzenb.
5. Hypochaeris angustifolia(інші мови) (Litard. & Maire) Maire
6. Hypochaeris apargioides(інші мови) Hook. & Arn.
7. Hypochaeris arachnoides(інші мови) Poir.
8. Hypochaeris arenaria(інші мови) Gaudich.
9. Hypochaeris argentina(інші мови) Cabrera
10. Hypochaeris caespitosa(інші мови) Cabrera
11. Hypochaeris catharinensis(інші мови) Cabrera
12. Hypochaeris chillensis(інші мови) (Kunth) Britton
13. Hypochaeris chondrilloides(інші мови) (A.Gray) Cabrera
14. Hypochaeris ciliata(інші мови) (Thunb.) Makino
15. Hypochaeris clarionoides(інші мови) (J.Rémy) Reiche
16. Hypochaeris claryi(інші мови) Batt.
17. Hypochaeris crepioides Tatew. & Kitam.
18. Hypochaeris cretensis(інші мови) (L.) Bory & Chaub.
19. Hypochaeris echegarayi(інші мови) Hieron.
20. Hypochaeris elata(інші мови) Griseb.
21. Hypochaeris eremophila(інші мови) Cabrera
22. Hypochaeris eriolaena(інші мови) (Sch.Bip.) Reiche
23. Hypochaeris facchiniana(інші мови) Ambrosi
24. Hypochaeris glabra L.
25. Hypochaeris graminea(інші мови) Hieron.
26. Hypochaeris grisebachii(інші мови) Cabrera
27. Hypochaeris hohenackeri(інші мови) (Sch.Bip.) Domke
28. Hypochaeris hookeri(інші мови) Phil.
29. Hypochaeris incana(інші мови) (Hook. & Arn.) Macloskie
30. Hypochaeris laciniata(інші мови) (Hicken) Urtubey, Stuessy & Tremetsb.
31. Hypochaeris laevigata(інші мови) (L.) Cesati
32. Hypochaeris leontodontoides(інші мови) Ball
33. Hypochaeris lutea(інші мови) (Vell.) Britton
34. Hypochaeris maculata L.
35. Hypochaeris megapotamica(інші мови) Cabrera
36. Hypochaeris melanolepis(інші мови) Phil.
37. Hypochaeris meyeniana(інші мови) (Walp.) Benth. & Hook.f. ex Griseb.
38. Hypochaeris microcephala(інші мови) (Sch.Bip.) Cabrera
39. Hypochaeris mucida(інші мови) Domke
40. Hypochaeris nahuelvutae(інші мови) Phil.
41. Hypochaeris neopinnatifida(інші мови) Azevêdo-Gonç. & Matzenb.
42. Hypochaeris oligocephala(інші мови) (Svent. & Bramw.) Lack
43. Hypochaeris palustris(інші мови) (Phil.) De Wild.
44. Hypochaeris pampasica(інші мови) Cabrera
45. Hypochaeris parodii(інші мови) Cabrera
46. Hypochaeris patagonica(інші мови) Cabrera
47. Hypochaeris petiolaris(інші мови) (Hook. & Arn.) Griseb.
48. Hypochaeris pilosa(інші мови) Reiche
49. Hypochaeris radicata L.
50. Hypochaeris robertia(інші мови) (Sch.Bip.) Fiori
51. Hypochaeris rutea(інші мови) Talavera
52. Hypochaeris saldensis(інші мови) Batt.
53. Hypochaeris salzmanniana DC.
54. Hypochaeris sardoa(інші мови) Bacch., Brullo & Terrasi
55. Hypochaeris scorzonerae(інші мови) (DC.) F.Muell.
56. Hypochaeris sessiliflora(інші мови) Kunth
57. Hypochaeris setosa(інші мови) Formánek
58. Hypochaeris spathulata(інші мови) (J.Rémy) Reiche
59. Hypochaeris taraxacoides(інші мови) Ball
60. Hypochaeris tenuiflora(інші мови) (Boiss.) Boiss.
61. Hypochaeris tenuifolia(інші мови) (Hook. & Arn.) Griseb.
62. Hypochaeris tropicalis(інші мови) Cabrera
63. Hypochaeris uniflora Vill.
64. Hypochaeris variegata(інші мови) (Lam.) Baker